# Coppa Italia 1942-1943
La Coppa Italia 1942-1943 fu la 10ª edizione della manifestazione calcistica. Iniziò il 13 settembre 1942 e si concluse il 30 maggio 1943. A causa della guerra, come la precedente edizione, fu disputata dai soli club di Serie A e Serie B.
La competizione fu vinta dal Torino che surclassò in finale il sorprendente Venezia e, accoppiando il trofeo con la vittoria in campionato, realizzò il primo double nella storia del calcio italiano. I granata arrivarono all'atto conclusivo grazie ad un cammino piuttosto agevole, che li aveva visti affrontare al Filadelfia le avversarie più temibili quali il Milan e la Roma.
Fu questa l'ultima edizione della coppa prima della sospensione bellica, e la manifestazione non sarà più riproposta fino al 1958.

## Squadre partecipanti
Di seguito l'elenco delle squadre partecipanti.

### Serie A
| - Ambrosiana-Inter - Atalanta - Bari - Bologna | - Fiorentina - Genova 1893 - Juventus - Lazio | - Liguria - Livorno - Milano - Roma | - Torino - Triestina - Venezia - Vicenza |

### Serie B
| - Alessandria - Anconitana-Bianchi - Brescia - Cremonese - Fanfulla | - MATER - Modena - Napoli - Novara - Padova | - Palermo-Juventina - Pescara - Pisa - Pro Patria | - Savona - Siena - Spezia - Udinese |

## Date
| Turno          | Data                   |
| -------------- | ---------------------- |
| Qualificazioni | 13 settembre 1942      |
| Sedicesimi     | 19 - 20 settembre 1942 |
| Ottavi         | 27 settembre 1942      |
| Quarti         | 16 maggio 1943         |
| Semifinali     | 23 maggio 1943         |
| Finale         | 30 maggio 1943         |

## Calendario

### Qualificazioni squadre di Serie B
In questa fase quattro squadre di Serie B furono sorteggiate per effettuare un turno di qualificazione.
| Arbitro: | Bellè (Venezia) |

|                           |           |               |
| Bramanti 10’ De Carli 85’ | Marcatori | 45’ Perazzolo |

| Arbitro: | Silvano (Torino) |

|                                                               |           |            |
| Capra 28’, 60’ Spirolazzi 62’, 83’ Bandirali 63’ Cattaneo 84’ | Marcatori | 2’ Bandini |

#### Tabella riassuntiva
| Squadra 1         | Risultato | Squadra 2 |
| ----------------- | --------- | --------- |
| 13 settembre 1942 |           |           |
| Cremonese         | 2 – 1     | Brescia   |
| Fanfulla          | 6 – 1     | Savona    |

## Tabellone torneo
|  | Sedicesimi di finale | Sedicesimi di finale | Sedicesimi di finale |  |  | Ottavi di finale   | Ottavi di finale   | Ottavi di finale |             |   | Quarti di finale | Quarti di finale | Quarti di finale |             |   | Semifinali | Semifinali | Semifinali |         |   | Finale | Finale | Finale |  |
|  |                      |                      |                      |  |  |                    |                    |                  |             |   |                  |                  |                  |             |   |            |            |            |         |   |        |        |        |  |
|  | Atalanta             | Atalanta             | 3                    |  |  |                    |                    |                  |             |   |                  |                  |                  |             |   |            |            |            |         |   |        |        |        |  |
|  | Liguria              | Liguria              | 1                    |  |  | Atalanta           | Atalanta           | 0                |             |   |                  |                  |                  |             |   |            |            |            |         |   |        |        |        |  |
|  | Torino               | Torino               | 7                    |  |  | Torino             | Torino             | 2                |             |   |                  |                  |                  |             |   |            |            |            |         |   |        |        |        |  |
|  | Anconitana-Bianchi   | Anconitana-Bianchi   | 0                    |  |  |                    |                    |                  |             |   | Torino           | Torino           | 5                |             |   |            |            |            |         |   |        |        |        |  |
|  | Livorno              | Livorno              | 2                    |  |  |                    |                    | Milano           | Milano      | 0 |                  |                  |                  |             |   |            |            |            |         |   |        |        |        |  |
|  | Fiorentina           | Fiorentina           | 1                    |  |  | Livorno            | Livorno            | 2                |             |   |                  |                  |                  |             |   |            |            |            |         |   |        |        |        |  |
|  | Padova               | Padova               | 3                    |  |  | Milano             | Milano             | 3                |             |   |                  |                  |                  |             |   |            |            |            |         |   |        |        |        |  |
|  | Milano               | Milano               | 5                    |  |  |                    |                    |                  |             |   | Torino           | Torino           | 2                |             |   |            |            |            |         |   |        |        |        |  |
|  | MATER                | MATER                | 1                    |  |  |                    |                    |                  |             |   |                  |                  | Roma             | Roma        | 0 |            |            |            |         |   |        |        |        |  |
|  | Juventus Cisitalia   | Juventus Cisitalia   | 6                    |  |  | Juventus Cisitalia | Juventus Cisitalia | 2                |             |   |                  |                  |                  |             |   |            |            |            |         |   |        |        |        |  |
|  | Napoli               | Napoli               | 1                    |  |  | Lazio              | Lazio              | 3                |             |   |                  |                  |                  |             |   |            |            |            |         |   |        |        |        |  |
|  | Lazio                | Lazio                | 2                    |  |  |                    |                    |                  |             |   | Lazio            | Lazio            | 1                |             |   |            |            |            |         |   |        |        |        |  |
|  | Bari                 | Bari                 | 0                    |  |  |                    |                    | Roma             | Roma        | 2 |                  |                  |                  |             |   |            |            |            |         |   |        |        |        |  |
|  | Roma                 | Roma                 | 3                    |  |  | Roma               | Roma               | 2                |             |   |                  |                  |                  |             |   |            |            |            |         |   |        |        |        |  |
|  | Triestina            | Triestina            | 3                    |  |  | Triestina          | Triestina          | 1                |             |   |                  |                  |                  |             |   |            |            |            |         |   |        |        |        |  |
|  | Fanfulla             | Fanfulla             | 0                    |  |  |                    |                    |                  |             |   | Torino           | Torino           | 4                |             |   |            |            |            |         |   |        |        |        |  |
|  | Palermo-Juve (1)     | Palermo-Juve (1)     | 2                    |  |  |                    |                    |                  |             |   |                  |                  |                  |             |   |            |            | Venezia    | Venezia | 0 |        |        |        |  |
|  | Novara (1)           | Novara (1)           | 0                    |  |  | Palermo-Juventina* | Palermo-Juventina* | 0                |             |   |                  |                  |                  |             |   |            |            |            |         |   |        |        |        |  |
|  | Venezia              | Venezia              | 2                    |  |  | Venezia            | Venezia            | 2                |             |   |                  |                  |                  |             |   |            |            |            |         |   |        |        |        |  |
|  | Siena                | Siena                | 1                    |  |  |                    |                    |                  |             |   | Venezia          | Venezia          | 3                |             |   |            |            |            |         |   |        |        |        |  |
|  | Pisa                 | Pisa                 | 0                    |  |  |                    |                    | Udinese          | Udinese     | 2 |                  |                  |                  |             |   |            |            |            |         |   |        |        |        |  |
|  | Cremonese            | Cremonese            | 1                    |  |  | Cremonese          | Cremonese          | 0                |             |   |                  |                  |                  |             |   |            |            |            |         |   |        |        |        |  |
|  | Udinese              | Udinese              | 2                    |  |  | Udinese            | Udinese            | 1                |             |   |                  |                  |                  |             |   |            |            |            |         |   |        |        |        |  |
|  | Pescara              | Pescara              | 1                    |  |  |                    |                    |                  |             |   | Venezia          | Venezia          | 3                |             |   |            |            |            |         |   |        |        |        |  |
|  | Modena               | Modena               | 2                    |  |  |                    |                    |                  |             |   |                  |                  | Genova 1893      | Genova 1893 | 0 |            |            |            |         |   |        |        |        |  |
|  | Alessandria          | Alessandria          | 0                    |  |  | Modena             | Modena             | 0                |             |   |                  |                  |                  |             |   |            |            |            |         |   |        |        |        |  |
|  | Bologna              | Bologna              | 2                    |  |  | Bologna            | Bologna            | 4                |             |   |                  |                  |                  |             |   |            |            |            |         |   |        |        |        |  |
|  | Ambrosiana-Inter     | Ambrosiana-Inter     | 0                    |  |  |                    |                    |                  |             |   | Bologna          | Bologna          | 2                |             |   |            |            |            |         |   |        |        |        |  |
|  | Vicenza              | Vicenza              | 3                    |  |  |                    |                    | Genova 1893      | Genova 1893 | 5 |                  |                  |                  |             |   |            |            |            |         |   |        |        |        |  |
|  | Pro Patria           | Pro Patria           | 0                    |  |  | Vicenza            | Vicenza            | 0                |             |   |                  |                  |                  |             |   |            |            |            |         |   |        |        |        |  |
|  | Genova 1893          | Genova 1893          | 5                    |  |  | Genova 1893        | Genova 1893        | 1                |             |   |                  |                  |                  |             |   |            |            |            |         |   |        |        |        |  |
|  | Spezia               | Spezia               | 3                    |  |  |                    |                    |                  |             |   |                  |                  |                  |             |   |            |            |            |         |   |        |        |        |  |

### Sedicesimi di finale
| Arbitro: | Gamba (Napoli) |

|                  |           |                                                                        |
| Preti 44’ (rig.) | Marcatori | 18’ Lushta 57’ (rig.), 62’ (rig.), 68’ (rig.), 87’, 89’ Sentimenti III |

| Arbitro: | Bernardi (Bologna) |

|                  |           |                           |
| Viani 57’ (rig.) | Marcatori | 10’ Koenig 89’ Puccinelli |

| Arbitro: | Carpani (Milano) |

|                                  |           |                         |
| Zandali 3’ Cassani 10’ Bussi 47’ | Marcatori | 68’ (rig.) Silvestrelli |

| Arbitro: | Galeati (Bologna) |

|  |           |                              |
|  | Marcatori | 34’, 89’ Amadei 40’ Borsetti |

| Arbitro: | Mattea (Torino) |

|                                    |           |  |
| Buonocore 34’ (aut.) Reguzzoni 38’ | Marcatori |  |

| Arbitro: | Canavesio (Torino) |

|                                         |           |                                        |
| Ispiro 25’, 83’ Conti 38’, 53’ Neri 42’ | Marcatori | 51’ Costa 55’ Costanzo 88’ Castigliano |

| Arbitro: | Bertolio (Torino) |

|                    |           |               |
| Stua 2’ Degano 15’ | Marcatori | 72’ Michelini |

| Arbitro: | Curradi (Firenze) |

|                  |           |  |
| Cristina 7’, 39’ | Marcatori |  |

| Arbitro: | Buratti (Milano) |

|                   |           |          |
| Corghi 84’ (aut.) | Marcatori | 5’ Petri |

| Arbitro: | Scorzoni (Bologna) |

|                             |           |                                              |
| Guarnieri 3’ Conti 11’, 76’ | Marcatori | 5’, 60’ Cappello 23’, 69’ Boffi 73’ Corbelli |

| Arbitro: | Neri (Vicenza) |

|  |           |              |
|  | Marcatori | 87’ De Carli |

| Arbitro: | Limido (Milano) |

|                                                                        |           |  |
| Baldi 4’ Mazzola 15’, 71’ Gabetto 39’, 55’, 57’ Brandimarte 62’ (aut.) | Marcatori |  |

| Arbitro: | Venutti (Trieste) |

|                                          |           |  |
| Cerri 23’ (aut.) Cergoli 60’ Andrian 74’ | Marcatori |  |

| Arbitro: | Poggipollini (Ferrara) |

|                               |           |               |
| Clocchiatti 20’ Mazzetti 118’ | Marcatori | 81’ Giorgetti |

| Arbitro: | Vannini (Bologna) |

|                                 |           |                |
| Montagner 5’ (aut.) Alberti 13’ | Marcatori | 35’ Pellegatta |

| Arbitro: | Zilli (Reggio Emilia) |

|                                     |           |  |
| Campana 43’ Capri 66’ Quaresima 80’ | Marcatori |  |

| Palermo 24 settembre 1942 Sedicesimi di finale Ripetizione | Palermo-Juventina | 2 – 0 (tav.) per rinuncia del Novara. referto | Novara |  |

#### Tabella riassuntiva
| Squadra 1           | Risultato    | Squadra 2          |
| ------------------- | ------------ | ------------------ |
| 19 settembre 1942   |              |                    |
| MATER               | 1 - 6        | Juventus Cisitalia |
| Napoli              | 1 - 2        | Lazio              |
| 20 settembre 1942   |              |                    |
| Atalanta            | 3 - 1        | Liguria            |
| Bari                | 0 - 3        | Roma               |
| Bologna             | 2 - 0        | Ambrosiana-Inter   |
| Genova 1893         | 5 - 3        | Spezia             |
| Livorno             | 2 - 1        | Fiorentina         |
| Modena              | 2 - 0        | Alessandria        |
| Novara              | 1 - 1 (dts)  | Palermo-Juventina  |
| Padova              | 3 - 5        | Milano             |
| Pisa                | 0 - 1        | Cremonese          |
| Torino              | 7 - 0        | Anconitana-Bianchi |
| Triestina           | 3 - 0        | Fanfulla           |
| Udinese             | 2 - 1 (dts)  | Pescara            |
| Venezia             | 2 - 1        | Siena              |
| Vicenza             | 3 - 0        | Pro Patria         |
| 24 settembre 1942   |              |                    |
| Palermo-Juventina * | 2 - 0 (tav.) | Novara             |

* La squadra passa per forfait della squadra avversaria.

### Ottavi di finale
| Arbitro: | Bernardi (Bologna) |

|  |           |                      |
|  | Marcatori | 32’ Gabetto 41’ Loik |

| Arbitro: | Piglione (Reggio Emilia) |

|  |           |           |
|  | Marcatori | 17’ Obuel |

| Arbitro: | Galeati (Bologna) |

|                      |           |                                |
| Ventimiglia 10’, 50’ | Marcatori | 35’ Pisa 58’ Boriçi 63’ Koenig |

| Arbitro: | Silvano (Torino) |

|                 |           |                                                  |
| Raccis 61’, 65’ | Marcatori | 35’ Del Medico 54’ Cappello 76’ (rig.) Boniforti |

| Arbitro: | Dellarole (Roma) |

|  |           |                                    |
|  | Marcatori | 4’, 44’, 66’ Biavati 33’ Puricelli |

| Palermo 27 settembre 1942 Ottavi di finale | Palermo-Juventina | 0 – 2 (tav.) referto | Venezia |  |

| Arbitro: | Bianchi (Firenze) |

|                       |           |                   |
| Donati 30’ Coscia 71’ | Marcatori | 78’ (aut.) Acerbi |

| Arbitro: | Zelocchi (Modena) |

|  |           |            |
|  | Marcatori | 69’ Ispiro |

#### Tabella riassuntiva
| Squadra 1          | Risultato    | Squadra 2   |
| ------------------ | ------------ | ----------- |
| 27 settembre 1942  |              |             |
| Atalanta           | 0 - 2        | Torino      |
| Cremonese          | 0 - 1        | Udinese     |
| Juventus Cisitalia | 2 - 3        | Lazio       |
| Livorno            | 2 - 3        | Milano      |
| Modena             | 0 - 4        | Bologna     |
| Palermo-Juventina  | 0 - 2 (tav.) | Venezia *   |
| Roma               | 2 - 1        | Triestina   |
| 2 maggio 1943      |              |             |
| Vicenza            | 0 - 1 **     | Genova 1893 |

* L'incontro, originariamente previsto per il 27 settembre 1942 non ebbe luogo per rinuncia del Venezia.. Quest'ultima addusse a motivo della mancata presenza il poco preavviso nell'organizzazione dell'incontro: il passaggio agli ottavi della Palermo-Juventina venne infatti decretato a tavolino dopo la mancata disputa dell'incontro di ripetizione col Novara previsto per il 24 settembre. Il ricorso fu accolto e venne decretato di disputare l'incontro successivamente in data da stabilirsi. In seguito all'esclusione delle squadre siciliane dalle competizioni nazionali, decretata dalla FIGC a fine aprile 1943 per motivi bellici, il Venezia ottenne la vittoria a tavolino. 
** L'incontro previsto e disputato il 27 settembre 1942 fu sospeso per pioggia al 64' sul punteggio di 1-2.

### Quarti di finale
| Arbitro: | Fois (Roma) |

|                      |           |                                              |
| Nardi 8’ Sansone 67’ | Marcatori | 12’, 71’ Sotgiu 65’, 77’ Ispiro 84’ Trevisan |

| Arbitro: | Scotto (Savona) |

|               |           |                          |
| Gualtieri 67’ | Marcatori | 43’ Krieziu 56’ Dagianti |

| Arbitro: | Zelocchi (Modena) |

|                                                           |           |  |
| Mazzola 47’, 82’ Pozzi 52’ (aut.) Ossola 71’ Ferraris 78’ | Marcatori |  |

| Arbitro: | Bernardi (Bologna) |

|                               |           |                        |
| Alberico 55’ Alberti 80’, 83’ | Marcatori | 41’ Bertoli 64’ Salati |

#### Tabella riassuntiva
| Squadra 1      | Risultato | Squadra 2   |
| -------------- | --------- | ----------- |
| 16 maggio 1943 |           |             |
| Bologna        | 2 - 5     | Genova 1893 |
| Lazio          | 1 - 2     | Roma        |
| Torino         | 5 - 0     | Milano      |
| Venezia        | 3 - 2     | Udinese     |

### Semifinali
| Arbitro: | Pizziolo (Firenze) |

|                          |           |              |
| Loik 27’ Ossola 83’, 85’ | Marcatori | 61’ Dagianti |

| Arbitro: | Zelocchi (Modena) |

|                             |           |  |
| Petron 8’, 21’ Alberico 61’ | Marcatori |  |

#### Tabella riassuntiva
| Squadra 1      | Risultato      | Squadra 2   |
| -------------- | -------------- | ----------- |
| 23 maggio 1943 |                |             |
| Torino         | 2 - 0 (tav.) * | Roma        |
| Venezia        | 3 - 0          | Genova 1893 |

* L'incontro fu sospeso all'88' per incidenti sul 3-1.

### Finale
| Arbitro: | Zelocchi (Modena) |

|                                          |           |  |
| Ossola 22’, 48’ Ferraris 46’ Mazzola 52’ | Marcatori |  |

| Torino        |                   |
|               |                   |
| P             | Alfredo Bodoira   |
| D             | Sergio Piacentini |
| D             | Osvaldo Ferrini   |
| C             | Cesare Gallea     |
| C             | Giacinto Ellena   |
| C             | Giuseppe Grezar   |
| A             | Franco Ossola     |
| A             | Ezio Loik         |
| A             | Guglielmo Gabetto |
| A             | Valentino Mazzola |
| A             | Pietro Ferraris   |
| Allenatore:   |                   |
| Antonio Janni |                   |

| Venezia        |                      |
|                |                      |
| P              | Giuseppe Eberle      |
| D              | Víctor Tortora       |
| D              | Silvio Di Gennaro    |
| D              | Felice Arienti       |
| C              | Sandro Puppo         |
| C              | Lidio Stefanini      |
| A              | Amedeo Degli Esposti |
| A              | Bruno Novello        |
| A              | Francesco Pernigo    |
| A              | Walter Petron        |
| A              | Lanfranco Alberico   |
| Allenatore:    |                      |
| János Vanicsek |                      |

#### Tabella riassuntiva
| Squadra 1 | Risultato | Squadra 2 |
| --------- | --------- | --------- |
| Torino    | 4 - 0     | Venezia   |

## Record
- Maggior numero di partite giocate: Torino, Venezia (1907-1987) (5)
- Maggior numero di vittorie: Torino (5)
- Maggior numero di vittorie in trasferta: Genova 1893, Lazio, Milano, Roma (2)
- Miglior attacco: Torino (20)
- Peggior attacco:
- Miglior difesa:
- Peggior difesa:
- Miglior differenza reti:
- Peggior differenza reti:
- Partita con maggiore scarto di reti: Torino - Anconitana-Bianchi 7 - 0 (7)
- Partita con più reti: Padova - Milano 3 - 5, Genova 1893 - Spezia 5 - 3 (8)
- Partita con più spettatori:
- Partita con meno spettatori:
- Totale spettatori e (media partita):
- Totale gol segnati: 126
- Media gol partita: 3,7
- Incontri disputati: 34

## Classifica marcatori
| Gol | Rigori |  | Giocatore                 | Squadra            |
| --- | ------ |  | ------------------------- | ------------------ |
| 5   |        |  | Bruno Ispiro              | Genova 1893        |
| 5   |        |  | Valentino Mazzola         | Torino             |
| 5   | 3      |  | Vittorio Sentimenti (III) | Juventus Cisitalia |
| 4   |        |  | Guglielmo Gabetto         | Torino             |
| 3   |        |  | Juan Agostino Alberti     | Venezia            |
| 3   |        |  | Amedeo Biavati            | Bologna            |
| 3   |        |  | Gino Cappello             | Milano             |
| 3   |        |  | Franco Ossola             | Torino             |
| 3   |        |  | Walter Petron             | Venezia            |